# Auffanggrundrecht
Ein Auffanggrundrecht stellt methodisch-juristisch betrachtet einen Auffangtatbestand im Grundrechtskatalog dar.
Man bezeichnet die Allgemeine Handlungsfreiheit (Art. 2 Abs. 1 GG) als typisches Auffanggrundrecht. Zum Beispiel tritt das Recht auf allgemeine Handlungsfreiheit in vielen Fällen hinter das Recht auf Freiheit der Person (Art. 2 Abs. 2 Satz 2 GG) zurück.
Die Idee des Auffanggrundrechts gründet auf dem Elfes-Urteil des Bundesverfassungsgerichts von 1957, in dem der Begriff selbst aber noch nicht verwendet wird.